# Marika Šoposká
Marika Šoposká (ur. 12 listopada 1989 w Havlíčkův Brodzie) – czeska aktorka filmowa i teatralna.
Ukończyła Konserwatorium w Pradze na wydziale muzyczno-dramatycznym.
Jako aktorka filmowa debiutowała w produkcji Boháč a chudák (reż. Zdeněk Zelenka) z 2005 roku. W 2006 roku zagrała księżniczkę w filmie O Šípkové Růžence tego samego reżysera.
W 2011 roku zagrała w filmie historycznym Lidice, reżyserskim debiucie Zdenka Jiráskýego pt. Kwietne pączki oraz w bajce filmowej Micimutr.
Pracuje także w dubbingu.